# Aporte Familiar Permanente (Chile)
La Ley N°20.743, Aporte Familiar Permanente de marzo (simplemente conocida como Bono Marzo o Aporte Familiar Permanente) es la ley chilena, promulgada por la presidenta de la República Michelle Bachelet, que permite la entrega de un aporte monetario permanente, reajustable el 1 de marzo de cada año, a las familias de menores ingresos que cumplan con sus requisitos. Fue publicada en el Diario Oficial de Chile en el 2014.
Actualmente se puede revisar en el sitio oficial en Internet si es beneficiario (ingresando su RUN y fecha de nacimiento). Este portal es el único canal válido de consulta web del Aporte Familiar Permanente.

## Objeto de la ley
1. Beneficiara a beneficiarios del Subsidio Familiar (SUF),

```
o de la Asignación Familiar o Maternal, que percibieron o tuvieron derecho a percibir estos beneficios al 31 de diciembre de 2013 porque se les calculó un ingreso promedio bruto para 2013 igual o inferior a $501.798. Ellos cobrarán un Aporte de $40.000 por cada causante de subsidio o carga familiar acreditada. Por ejemplo, si la persona tiene dos cargas familiares, cobra dos aportes de $40.000 cada uno; esto es $80.000.
```

1. El monto del Aporte Familiar Permanente se reajustará el 1 de marzo de cada año, en el 100% de la variación que haya experimentado el Índice de Precios al Consumidor (IPC) determinada por el Instituto Nacional de Estadísticas o el organismo que lo reemplace, entre el 1 de enero y el 31 de diciembre del año calendario anterior al pago del aporte familiar correspondiente.
2. El Instituto de Previsión Social pagará el Aporte a través de las sucursales de pago de la Caja de Compensación Los Héroes, contratadas por el IPS, o mediante transferencia bancaria en los casos en que el beneficiario ya tenga esa modalidad de pago convenida con el IPS para el cobro regular de su beneficio.

De igual modo, el IPS pagará este Aporte en el proceso normal de pago rural del período 2014 que se informará oportunamente.
En el caso de los funcionarios públicos con derecho al Aporte, serán sus respectivas entidades empleadoras las responsables de pagar este aporte conjuntamente con sus remuneraciones.